# الظهرة (تعز)

تعديل مصدري - تعديل

الظهرة هي إحدى قرى مديرية ماوية في محافظة تعز اليمنية مجاورة من الجهة الشرقية لمنطقة الجند، يبلغ تعداد سكانها 4482 نسمة حسب التعداد السكاني لعام 2004.